# Pussy (Rammstein)
"Pussy" is de eerste single van het album Liebe ist für alle da van de Duitse metalband Rammstein. Het nummer geeft een satirische kijk op sekstoerisme, en is voorzien van een pornografische videoclip.

## Nummers
1. Pussy - 3:48
2. Rammlied - 5:19

## Videoclip
De videoclip is geregisseerd door Jonas Åkerlund. Op de Duitse televisie is een 20 seconden durende promotievideo uitgezonden. Hierop zijn de leden van Rammstein te zien samen met naakte vrouwen. De volledige videoclip bevat zowel mannelijk als vrouwelijk naakt, orale en vaginale seks zonder condoom, en uiteindelijk mannelijke ejaculatie in de vorm van verschillende 'cumshots'. Dit is uniek voor een mainstream band.